# Трахтенберг, Абрам Давидович
Абрам Давидович Тра́хтенберг (1875, Киев — 8 сентября 1919, Киев) — российский техник и архитектор, автор ряда памятников архитектуры, среди которых — «Малый пассаж» на ул. Большой Васильковской № 18. Работал в основном в стиле модерн, необарокко и «кирпичный модерн».

## Биография
Абрам Давидович Трахтенберг родился в 1875 году в семье киевского купца 1-й гильдии Давида Трахтенберга. Отцу принадлежал специально выстроенный в 1890-х годах каменный дом на Костёльной улице (угол Трехсвятительской улицы, 5). Давид Трахтенберг послал своего сына на обучение за границу и с 1900 года Абрам Давидович получил диплом. Работал в Киеве на Костельной, 1.
Скончался Абрам Давидович Трахтенберг 8 сентября 1919 в Киеве. Информация о месте захоронения не сохранилась.

## Основные реализованные проекты (список не полный)
- Доходный дом инженера А. Тинтина на ул. Ирининской № 7 в Киеве (1907)[2];
- Доходный дом / 5 этажей на ул. Кузнецком № 44 в Киеве (1909—1910)[2]. 2 марта 1999 года распоряжением Киевской городской государственной администрации под № 302 был внесён в перечень памятников архитектуры местного значения под охранным номером 293. 6 октября 2012 компания «Орга» начала снос памятника архитектуры[3].
- Комплекс доходных домов на углу ул. Львовской № 10 и Смирнова-Ласточкина в Киеве (1910)[2];
- Доходный дом / 6 этажей на ул. Кузнецком № 3 и 3-а в Киеве (1911)[2];
- Дом Общества собственников квартир / 6 этажей на ул. Костельной № 9 в Киеве (1912—1913)[2];
- Доходный дом А. Павлова-Сильванского на ул. Львовской № 33 в Киеве (1913)[2]
- Дом по улице Тараса Шевченко № 8[4];
- «Малый пассаж» на ул. Большой Васильковской № 18 (1911—1912)[5]